# Anne Crawford
Anne Crawford (22 de noviembre de 1920 - 17 de octubre de 1956) fue una actriz teatral, cinematográfica y televisiva británica. En los años 1940 y 1950 hizo varios papeles principales en producciones estadounidenses y británicas, destacando de entre ellas Master of Bankdam, Daughter of Darkness, Thunder on the Hill, Street Corner y Los caballeros del rey Arturo. 

## Biografía
Nacida en Haifa, Israel, en la época parte del Mandato británico de Palestina, Anne Crawford era la hija de un ingeniero ferroviario escocés. Pronto fue a vivir a Edimburgo, donde cursó estudios, formándose más adelante en la RADA de Londres. Trasladada a Manchester, cambió su nombre, Imelda, por el de Anne. 
Su primer papel en el cine llegó en 1938 con la película de Brian Desmond Hurst Prison Without Bars. Un gran paso en su carrera fue el papel protagonista en la comedia de Walter Forde The Peterville Diamond. Después rodó varios dramas, actuando junto a David Farrar. A partir de 1945 hizo varios segundos papeles femeninos, como en las películas de Arthur Crabtree They Were Sisters, junto al actor James Mason y Caravan (1946), protagonizada por Stewart Granger. 
El director Walter Forde le dio en 1947 un nuevo papel protagonista, el de Anne Pickersgill en Master of Bankdam, adaptación al cine de la novela de Thomas Armstrong. A dicho film siguieron otros primeros papeles en la película de terror de Lance Comfort Daughter of Darkness, y en dramas de Harold French y Jeffrey Dell. En 1950 actuó junto a Cecil Parker en la comedia Tony Draws a Horse, bajo dirección de John Paddy Carstairs.
En el film criminal de Douglas Sirk Thunder on the Hill (1951) trabajó junto a Claudette Colbert y Ann Blyth, interpretando a Isabel Jeffreys, la mujer del personaje de Robert Douglas. En 1953 el realizador británico Muriel Box la dirigió en Street Corner, encarnando la actriz a la policía Susan, y actuando junto a Peggy Cummins y Barbara Murray. Ese mismo año, y en la cima de su carrera, trabajó en la película de Metro-Goldwyn-Mayer Los caballeros del rey Arturo, con dirección de Richard Thorpe e interpretaciones de Robert Taylor, Ava Gardner, Mel Ferrer y Stanley Baker, interpretando a Morgan Le Fay.
En el año 1949, Crawford se inició en la televisión, trabajando en diversas series de éxito. Así, participó en The Philco Television Playhouse (1950), Strictly Personal (1953), The Six Proud Walkers (1954), Douglas Fairbanks, Jr., Presents (1954), The Mulberry Accelerator (1955), BBC Sunday-Night Theatre (1955) y Opportunity Murder (1956). 
Su debut sobre las tablas en los Teatros del West End, en Londres, llegó en 1949, a la vez que seguía actuando en el cine y en la televisión. En septiembre de 1956, trabajando en la representación de una pieza de Agatha Christie, La telaraña, en el Teatro Savoy, a la actriz se le diagnosticó leucemia. Anne Crawford murió un mes más tarde en Londres, a los 35 años de edad. Fue enterrada en el Cementerio Kensal Green, en Londres.
La actriz había estado casada con James Hartley y con el cineasta Wallace Douglas.

## Selección de su filmografía
- Prison Without Bars (1938)
- They Flew Alone (1942)
- Millions Like Us (1943)
- The Night Invader (1943)
- The Peterville Diamond (1943)
- The Dark Tower (1943)
- Headline (1944)
- Two Thousand Women (1944)
- The Hundred Pound Window (1944)
- They Were Sisters (1945)
- Bedelia (1946)
- Caravan (1946)
- Master of Bankdam (1947)
- Night Beat (1947)
- Daughter of Darkness (1948)
- The Blind Goddess (1948)
- It's Hard to Be Good (1948)
- Tony Draws a Horse (1950)
- Trio (1950)
- Bonaventure (1951)
- Thunder on the Hill (1951)
- Los caballeros del rey Arturo (1953)
- Street Corner (1953)
- Mad About Men (1954)